# Volcán del Alhorín
El monumento natural del Volcán del Alhorín es un espacio natural español ubicado en la provincia de Ciudad Real.

## Descripción
El volcán del Alhorín fue declarado monumento natural el 28 de septiembre de 2010, mediante un decreto publicado el 5 de octubre de ese mismo año en el Diario Oficial de Castilla-La Mancha, con la rúbrica del presidente de la comunidad autónoma, José María Barreda Fontes, y el consejero de Agricultura y Medio Ambiente, José Luis Martínez Guijarro.
La zona comprendida por el monumento natural abarca una superficie de 288 hectáreas. Esta zona sustenta elementos geológicos de origen volcánico de gran interés, y que tienen la consideración de elementos geológicos de protección especial. Se ubica en el término municipal ciudadrealeño de Solana del Pino, en la comunidad autónoma de Castilla-La Mancha.
El monumento natural se encuentra ubicado dentro de un área protegida de mayor superficie, el parque natural del Valle de Alcudia y Sierra Madrona.